# Вікіпедія мовою урду
Вікіпедія мовою урду (урду اردو ویکیپیڈیا) — один з мовних розділів Вікіпедії на мові урду, який був створений у січні 2004 року.
Вікіпедія мовою урду станом на 25 березня 2025 року містить 219 382 статті, 192 136 зареєстрованих користувачів, 259 активних дописувачів, 8 адміністраторів
. Загальна кількість сторінок у Вікіпедії мовою урду — 1 143 548, редагувань — 6 928 564, завантажених файлів — 7629
. Глибина (рівень розвитку мовного розділу) Вікіпедії мовою урду велика і становить 107.5 пунктів
. 

## Етапи розвитку
- 29 березня 2009 — Вікіпедія мовою урду досягла 10000 статей.
- 28 жовтня 2012 — Вікіпедія мовою урду досягла 20000 статей.
- 15 березня 2014 — Вікіпедія мовою урду досягла 30000 статей.
- 9 квітня 2014 — Вікіпедія мовою урду досягла 40000 статей.
- 24 квітня 2014 — Вікіпедія мовою урду досягла 50000 статей завдяки тому, що бот продовжує створювати тисячі статей в день (хоча користувачі-люди також створюють нові статті в той же час).